# Ephesia griseata
Ephesia griseata är en fjärilsart som beskrevs av Felix Bryk 1948. Ephesia griseata ingår i släktet Ephesia och familjen nattflyn. Inga underarter finns listade i Catalogue of Life.